# StaatsPunkrott
StaatsPunkrott ist eine 2003 gegründete Punkrockband aus dem Hohenlohekreis in Baden-Württemberg, die bei People Like You Records und BMG unter Vertrag steht.

## Geschichte
Die Band wurde Ende 2003 mit dem Ziel gegründet, deutschen Punkrock zu machen. Bereits sechs Wochen nach Gründung nahm die Gruppe ihr erstes Album Reden ist … auf. Nachdem dieses in Eigenproduktion veröffentlicht war, spielte die Band zunächst Konzerte in ihrer Heimatregion, bis Mitte 2004 das Punklabel Nix-Gut Records auf sie aufmerksam wurde und sie dort unter Vertrag genommen wurden. Zu diesem Zeitpunkt war noch keines der Bandmitglieder volljährig. Das zweite Album Ding Dong! Möchten Sie eine Punkband kaufen? erschien nach einem dreiviertel Jahr Bandbestehen auf Nix-Gut Records.
StaatsPunkrott begannen deutschlandweit sowie in Österreich und der Schweiz auf Tour zu gehen, spielten dabei so gut wie jedes Wochenende live und standen mit zahlreichen weiteren deutschen Punkbands wie Normahl, Fahnenflucht oder Zaunpfahl auf der Bühne.
Im November 2005 folgte das dritte Album Größenwahn – jetzt!, welches als Digipak erschien.
Im April 2006 erschien das als 6-Track-Mini-Album geplante Pimp my riot mit zwölf Tracks und dem ersten Videoclip wie die Vorgänger bei Nix-Gut. Mittlerweile war die Band auf über 16 Samplern vertreten (Stand 2009), unter anderem Es lebe der Punk, Die deutsche Punkinvasion II und Chaos, Bier + Anarchie. Durch diese Präsenz hatte sich StaatsPunkrott innerhalb der Deutschpunkszene einen Namen gemacht und spielte von da an auf mehreren Festivals.
Anfang 2007 war die Band Teil der Schlachtrufe BRD Tour – eine der größten deutschen Punkrocktouren. Danach verbrachten die vier Bandmitglieder zwei Wochen in Hannover, um in den Horus Studios eine neue EP aufzunehmen. Produziert wurde die Platte von Flo V. Schwarz, der schon für ZSK und Montreal hinter dem Mischpult saß. Dabei entstand die selbst betitelte EP, mit der die Band einen Plattenvertrag bei Hamburg Records erhielt. Die EP erschien im Juni 2007 auf Hamburg Records/Soulfood Music. Im September 2007 folgte mit der Punk Paket Tour 2007 eine Deutschlandtour mit Sondaschule und Fahnenflucht. Im Dezember war die Band an der Nikolaus Raus Tour 2007 beteiligt und beendete das Konzertjahr 2007 nach über 40 Konzerten auf renommierten Festivals wie dem Punk im Pott oder X-Mas-Pogo.
Im Frühjahr 2008 spielte StaatsPunkrott, neben eigenen Konzerten, bei der Tour ohne Namen mit Eisenpimmel, Rasta Knast, Fahnenflucht und Chefdenker. Mitte 2008 verließ der Drummer Chris der Berg die Band. Ersetzt wurde er durch Seimän Edgar Fankel aus dem Freundeskreis der Band. Im Sommer 2008 spielte StaatsPunkrott unter anderem mit Sick of It All, Subway to Sally, Madball, The Bones, Comeback Kid und Pro-Pain auf einer Festivaltour. Anschließend spielte die Band im Herbst mit der PUNK – Das ist unser Kult! Tour 2008 ihre erste selbstorganisierte Headlinertour durch Deutschland. Hier begleitete sie die Band BoToX auf der kompletten Tour.
Ab Mitte des Jahres 2009 startete die Band einen Videoblog, auf dem sie in regelmäßigen Abständen Einblicke in ihr Tourleben gibt. Der Blog ist dabei getragen vom Humor und den stellenweise absurden Aktionen der Bandmitglieder. Zu den Festivals des Sommers 2009 stellte StaatsPunkrott ihre Besetzung um. Die Band hatte sich dazu entschlossen, künftig als Quintett aufzutreten, da sie so ihr neues Material live besser transportieren konnten. So wechselte Bassist John Lemon zur Rhythmusgitarre und Jänz Jensen von Gesang und Gitarre zum Leadgesang. Nachdem sie über ein halbes Jahr mit verschiedenen Bassisten auf Tour waren, wurde Fat Mörfh, ehemals Sänger der Würzburger Skatepunk-Band Wasted Talent, im Oktober 2009 als neuer Bassist und Hintergrundsänger der Band vorgestellt.
Im Januar 2010 lief unter dem Titel Laut aber herzlich - Die StaatsPunkrott WG auf dem Internetradiosender Newcomer Radio eine eigene Sendung der Band. Sie wurde moderiert von Jänz Jensen und Fat Mörfh.
Ab März 2010 hielt Staatspunkrott die fünfwöchigen Aufnahmen für ihre Platte Phoenix Effekt in den Horus Studios in Hannover in einer sechsteiligen Dokumentation auf ihrem Videoblog fest. Anschließend spielte die Band wieder auf verschiedenen Festivals, u. a. eröffneten sie das 25-jährige Jubiläum von Rock am Ring auf dessen Warm-Up-Party im Ringrocker Clubzelt.
Im Frühjahr 2011 tourte die Band im Rahmen der Deutschen Kulturwochen gefördert durch das Goethe-Institut und der Deutsche Musikbotschaft Madrid & Espacio de Encuentro Hispano-Aleman durch Spanien. Dabei spielten sie unter anderem im Círculo de Bellas Artes in Madrid.
Anfang September 2011 veröffentlichte die Band den Videoclip zur Download-Single Einfach da, welche für einen begrenzten Zeitraum auf der Homepage als kostenlosen Download erhältlich war. Parallel dazu wurde bekannt, dass Gitarrist und Gründungsmitglied John Lemon die Band verlassen hat, da er Vater geworden ist. Seither spielt die Band wieder als Quartett.
Am 14. Oktober 2011 erschien das neue Studioalbum Phoenix Effekt auf Monster Artists Entertainment / BMG Rights. In diversen Webzines errang die Platte größtenteils positive Resonanzen; oft angesprochen wurde die musikalische Weiterentwicklung der Band und die textlichen Inhalte der Lieder, die meist von persönlichen Erlebnissen (Liebe und Tod) handeln. Ebenso konnten sich die Single und weitere Songs der CD in diversen Internet-Radiocharts platzieren. Die Veröffentlichung wurde von einer Tour mit die BlumentoPferde durch Deutschland, Österreich und der Schweiz begleitet.
Im Jahr 2012 spielte die Band, nach den Clubshows im Frühjahr, im Sommer ihre bisher ausgiebigste Festivaltour, bei der sie von Juni bis September ausnahmslos jedes Wochenende auf Open-Air-Bühnen stand. Hierbei wurde, nachdem man sich auf Tour kennen und mögen gelernt hatte, mit Peter Lorre auch die von der Band favorisierte Besetzung als Quartett wieder vervollständigt. Ebenfalls sprang im Herbst Oliver Sonntag (der später fester Gitarrist der Band wurde) am Bass ein, nachdem Fat Mörfh kurzfristig ausfiel.
2013 spielte die Band eine ausgiebige Clubtour zum 10-jährigen Bandbestehen, nahm sich aber neben dieser viel Zeit für ausgiebiges Songwriting an neuen Stücken. Bei dieser Tour übernahm Ygor Polenta fest den Posten am Bass. Das Tourfinale 2013 war auch die letzte Show von Mr. Feta, da er jobbedingt nicht weiter am Wochenende touren konnte.
Nachdem Anfang 2014 vereinzelte Konzerte und Festivals gespielt wurden, nahm die Band von August bis September ihre siebte Veröffentlichung auf. An der Produktion waren mehrere Leute (Olman V. Wiebke, Sascha Höhm) beteiligt, die auch am Vorgänger Phoenix Effekt mit der Band gearbeitet hatten.
Direkt nach dem Ende der Produktion gab die Band eine Vielzahl von Tourdaten bekannt und stellt das neue Material auf ihrer bisher ausgiebigsten Headliner-Tour vor. Im Rahmen dessen spielte die Band im Februar 2015, gefördert von der Initiative Musik und als eine der wenigen Bands mit reinen deutschsprachigen Texten eine Headlinertour durch England auf der sie in Birmingham, Manchester und London zu sehen waren.
Nachdem die Band in diesem Jahr Angebote von mehreren großen Plattenfirmen erhalten hatte, unterschrieben sie bei People Like You Records/Century Media und gaben anschließend bekannt, dass das neue Album Nordost im August 2015 erscheinen wird. Dieses Album stieg bis auf Platz 10 der „offiziellen Deutschen Metal-Rock-Charts“. Als erste Single wurde Anfang August 2015 Hier stirbt deine Jugend ausgekoppelt. Der Videoclip zur Single wurde in Würzburg und Berlin gedreht. Der Song schaffte es bis auf Platz 11 der „deutschen Alternative Charts“.

## Stil und Besonderheiten
Als wesentliches Merkmal der Band gilt die große musikalische Bandbreite, weshalb StaatsPunkrott schwer einem bestimmten Genre des Punkrock zuzuordnen ist. Bereits auf der ersten Veröffentlichung fanden sich neben typischen Elementen des Punkrocks (Tapete) und Deutschpunk (Fazit eines Verlierers) auch dem Ska (Whou whou wouwou, Ich werd jetzt Polizist) und Metal zuzuordnende Titel (Feindbilder, Die Lösung liegt so nah, Noch nicht zu spät). Auch Popelemente und Balladen (Fragement, Bevor du gehst, Gib die Hoffnung niemals auf) waren zu finden. Jahrelang war es herausragendes Merkmal der Band, dass jedes Mitglied Songs schrieb und diese auch selbst sang. So gab es bei StaatsPunkrott vier Sänger und Songwriter, welche ihre musikalischen Vorlieben in das Klangbild der Band einbrachten. Ab 2009 einigte sich die Band auf Jänz Jensen als einzigen Leadsänger. Seither entwickelte sich Staatspunkrott immer mehr in die Richtung Skatepunk, Hardcore Punk und Melodic Hardcore.

## Diskografie

### Alben
| Jahr | Veröffentlichung                             | Medium    | Label                                 | Bemerkung         |
| ---- | -------------------------------------------- | --------- | ------------------------------------- | ----------------- |
| 2004 | Reden ist Silber - Brüllen ist Gold          | CD        | Eigenproduktion                       | Album             |
| 2004 | Ding Dong! Möchten Sie eine Punkband kaufen? | CD        | Nix-Gut Records                       | Album             |
| 2005 | Größenwahn jetzt                             | CD        | Nix-Gut Records                       | Album, Digipack   |
| 2006 | Pimp my riot!                                | CD/CD-Rom | Nix-Gut Records                       | Album + Videoclip |
| 2006 | Festival CD                                  | CD        | –                                     | 5 Track Promo     |
| 2007 | StaatsPunkrott                               | CD        | Hamburg Records / Soulfood Music      | EP                |
| 2011 | Phoenix Effekt                               | CD        | BMG Rights                            | Album             |
| 2015 | Nordost                                      | CD/Vinyl  | People like you Records/Century Media | Album, Digipack   |
| 2017 | Choral vom Ende                              | CD/Vinyl  | People like you Records/Century Media | Album, Digipack   |

### Singles
| Jahr | Veröffentlichung         | Medium   | Label                                 |
| ---- | ------------------------ | -------- | ------------------------------------- |
| 2011 | Einfach da               | Download | Monster Artists / BMG Rights          |
| 2015 | Hier stirbt deine Jugend | Download | People like you Records/Century Media |
| 2015 | Ohne Schlaf              | Download | People like you Records/Century Media |
| 2016 | N.E.O.N.                 | Download | People like you Records/Century Media |
| 2017 | Richtung Horizont        | Download | People like you Records/Century Media |
| 2017 | Monokel für zwei Augen   | Download | People like you Records/Century Media |

### Sampler
| Jahr | Veröffentlichung                                         | Medium    | Label                                 | Song(s)                                         |
| ---- | -------------------------------------------------------- | --------- | ------------------------------------- | ----------------------------------------------- |
| 2004 | Es lebe der Punk IV                                      | CD        | Nix-Gut Records                       | Fazit eines Verlierers, Ich werd jetzt Polizist |
| 2005 | Die deutsche Punkinvasion II (Re-Release)                | CD        | Nix-Gut Records                       | Plastic Punk                                    |
| 2005 | Chaos, Bier + Anarchie IV                                | CD        | Nix-Gut Records                       | Die Lösung liegt so nah                         |
| 2005 | Deutschpunkgewitter I                                    | CD        | Nix-Gut Records                       | Neue Revolte                                    |
| 2005 | A-Punk Vol. I                                            | CD/CD-Rom | Fun Records                           | Die Lösung liegt so nah                         |
| 2006 | Es lebe der Punk VI                                      | CD        | Nix-Gut Records                       | Und ihr wartet, The Nörgelman                   |
| 2006 | PUNK – Das ist unser Kult! Vol. I                        | CD        | Nix-Gut Records                       | Und ihr wartet, Fakten (Aksnetouq)              |
| 2006 | Wir lassen das Dagegensein nicht verbieten!              | CD        | Nix-Gut Records                       | Gib die Hoffnung niemals auf                    |
| 2006 | All Freaks Mixed! Vol. II                                | CD/CD-Rom | Net Music Zone                        | Und ihr wartet                                  |
| 2006 | Es lebe der Punk VIII                                    | CD        | Nix-Gut Records                       | Fakten (Aksnetouq), Pro Gurke                   |
| 2006 | Waste your Time on Punkrock II                           | CD        | Black Python Records                  | Absurd                                          |
| 2006 | Lieder & Gesänge                                         | CD/CD-Rom | The Rocking Ape Records               | Anfang vom Ende                                 |
| 2007 | Skandal & Krawall                                        | CD        | Konfisziert Records                   | Anfang vom Ende                                 |
| 2008 | Deutschpunk Balladen II                                  | CD        | Nix-Gut Records                       | Bevor du gehst                                  |
| 2009 | Kassensturz BRD                                          | Download  | Free Punk Records                     | Für uns und für euch                            |
| 2009 | Wir machen nur ein bisschen Subkultur - Zaunpfahl Tribut | CD        | Nix-Gut Records                       | Kreuze                                          |
| 2015 | Gebrüll für Müll (With Full Force Sampler)               | CD        | People like you Records/Century Media | Hier stirbt deine Jugend                        |
| 2015 | Visons All Areas 177                                     | CD        | Visions Verlag                        | Hier stirbt deine Jugend                        |